# Опухлики (станция)
Опухлики — станция на 348 километре Бологое-Полоцкой линии Октябрьской железной дороги. Расположена в одноимённой деревне Невельского района Псковской области.

## История
Построена в 1906 году как станция 4 класса. Были водоемное сооружение, насосная станция и гидроколонки. Водоисточником являлось озеро Малый Иван.
Размещается между озёрами Балаздынь и Малый Иван в деревне Опухлики. Название дано Начальником работ по строительству дороги Александром Николаевичем Рыжовым. До войны станция имела большое значение. До войны на станции располагались многочисленные склады боеприпасов (№615). Сразу же после войны здесь стояла Горьковская запасная дивизия - фильтрационный лагерь для бывших военнопленных.
В Атласе Главного управления геодезии и картографии при Совете Министров СССР 1971 года значится в числе линейных, в Атласе 1987 года - в числе прочих станций.
В 1990-1991 годах ручные стрелки заменены на электрические. В бытность Псковского подотдела 1996-2000 годов была промежуточной станцией 5 класса с графиком работы.
В конце 80-х - начале 90-х годов станция имела путевое развитие в 4 приемо-отправочных пути и один путь на площадку для погрузки-разгрузки вагонов. В начале XXI века уже три пути и один для погрузки-разгрузки. Часть 3 пути занята отстаивающимися вагонами-хопперами.
Прилегающие перегоны однопутные, оборудованы полуавтоблокировкой. Штат станции 3 человека.

## Назначение путей
1. Главный для приема, отправления и безостановочного пропуска четных и нечетных пассажирских и грузовых поездов. Вместимость - 60 вагонов.
2. Приемо-отправочный для приема и отправления четных и нечетных пассажирских поездов. Вместимость - 38 вагонов.
3. Приемо-отправочный для приема и отправления четных и нечетных пассажирских и безостановочного пропуска четных грузовых поездов. Вместимость - 62 вагона.
4. Приемо-отправочные для четных и нечетных грузовых поездов. Вместимость - 60 вагонов

## Движение
- На станции останавливается пригородный поезд Великие Луки - Невель. Пассажиропоток на стации большой, так как большинство пассажиров этих поездов - дачники и туристы, приезжающие отдыхать в Опухлики из Великих Лук и Невеля.
- Грузовое движение на станции относительно всей Бологое-Полоцкой линии высокое. Основной поток грузовых поездов составляют угольные поезда, направляющиеся с Московско-Виндавской железной дороги на Санкт-Петербург - Витебскую и далее в Белоруссию через участок Великие Луки - Невель и станцию Опухлики[2].
- Маневровые и грузовые работы на станции отсутствуют.
- Станция, как и весь участок, переведена на дневной режим работы.

## Интересные факты
В 2001 году на станции снималось несколько эпизодов фильма  Д.Месхиева «Механическая сюита».